# 李克光
李克光（1922年—），四川成都人，中国中医学家，曾任四川省中医药研究院院长、名誉院长，中国农工民主党中央委员会常务委员，四川省政协副主席，第七、八届全国人大代表。

## 家庭
父李斯炽。